# Дике, Тонто
То́нто Чэ́рити Дике́ (англ. Tonto Charity Dikeh; 6 июня 1985, Риверс, Нигерия) — нигерийская актриса

, певица, фотомодель и телевизионная персона.

## Биография
Тонто Чэрити Дике родилась 6 июня 1985 года в штате Риверс (Нигерия). У Тонто четверо братьев и сестёр.
Тонто начала карьеру в 2005 году с участия в реалити-шоу «The Next Movie Star», а в следующем году она начала сниматься в кино; на данный момент сыграла более чем в 60-ти фильмах и телесериалах. Также Дике является певицей и фотомоделью. В декабре 2011 года она приняла участие в модном показе в Лагосе.
C 2015 по 2017 год Дике была замужем за Оладунни Черчилля, от которого у неё есть сын — Андре Омодайо Черчилль (род. в феврале 2016 года).

## Избранная фильмография
- Blackberry Babes Re-loaded  (2012)[1][5]
- Tea or Coffee (2006)[1]
- Pounds and Dollars (2006)[5]
- Missing Rib (2007)[1]
- Final Hour (2007)[1][5]
- Divine Grace (2007)[1]
- 7 Graves (2007)[1]
- Crisis in Paradise (2007)[1][5]
- Insecurity (2007)[1][5]
- Away Match (2007)[5]
- Games Fools Play (2007)[5]
- The Plain Truth (2008)[1]
- Love my Way (2008)[5]
- Before the Fall (2008)
- Total Love (2008)[5]
- Strength to Strength (2008)[5]
- Missing Child (2009)[5]
- Native Son (2009)[5]
- Dangerous Beauty (2009)[5]
- My Fantasy (2010)
- Dirty Secret (2010)[2]
- Last Mission[1]
- Secret Mission
- Rush Hour[1][5]
- Fatal Mistake[1]
- Family Disgrace[1]
- Miss Maradonna[1]
- Mortal Desire[1]